# Liste der Renaissance-Humanisten
Diese Liste der Renaissance-Humanisten erfasst in chronologischer Anordnung nach dem Geburtsjahr Persönlichkeiten des Renaissance-Humanismus:

## Geboren nach 1300
- Francesco Petrarca (1304–1374) (Italiener)
- Simon Atumano (ca. 1310-ca. 1389) (Grieche)
- Giovanni Boccaccio (1313–1375) (Italiener)
- Coluccio Salutati (1331–1406) (Italiener)
- Geert Groote (1340–1384) (Niederländer)
- Bernat Metge (ca. 1340–1413) (Katalane)

## Geboren nach 1350
- Manuel Chrysoloras (ca. 1355–1415) (Grieche)
- Georgios Gemistos Plethon (ca. 1355–1452/1454) (Grieche)
- Niccolò Niccoli (1365–1437) (Italiener)
- Leonardo Bruni (ca. 1369–1444) (Italiener)
- Guarino da Verona (1374–1460) (Italiener)
- Vittorino da Feltre (1378–1446) (Italiener)
- Poggio Bracciolini (1380–1459) (Italiener)
- Cosimo de’ Medici (1389–1464) (Italiener)
- Flavio Biondo (1392–1463) (Italiener)
- Georgios Trapezuntios (1395–1486) (Grieche)
- Francesco Filelfo (1398–1481) (Italiener)
- Iñigo López de Mendoza (1398–1458) (Spanier)
- Pietro Balbi (1399–1479) (Italiener)
- Theodoros Gazes (ca. 1400–1475) (Grieche)
- Giovanni Tortelli (ca. 1400–vor 1466) (Italiener)

## Geboren nach 1400
- Bessarion (1403–1472) (Grieche)
- Lorenzo Valla (ca. 1405–1457) (Italiener)
- Peter Luder (um 1415–1472) (Deutscher)
- Niccolò Perotti (1429–1480) (Italiener)
- Sigismondo de’ Conti (1432–1512) (Italiener)
- Marsilio Ficino (1433–1499) (Italiener)
- Stefano Infessura (ca. 1435-c.1500) (Italiener)
- Francisco Jiménez de Cisneros (1436–1517) (Spanier)
- Giovanni Michele Alberto da Carrara (1438–1490) (Italiener)
- Antonio de Nebrija (1441–1522) (Spanier)
- Rudolf Agricola (1443–1485) (Friese)
- Lucio Marineo Siculo (1444–1533) (Italiener)
- Janos Laskaris (ca. 1445–1535) (Grieche)
- William Grocyn (ca. 1446–1519) (Engländer)
- Domizio Calderini (1446–1478) (Italiener)

## Geboren nach 1450
- Girolamo Avanzi (15. bis 16. Jahrhundert) (Italiener)
- Jakob Wimpfeling (1450–1528) (Deutscher)
- Johannes Stöffler (1452–1531) (Deutscher)
- Filippo Beroaldo der Ältere (1453–1505), (Italiener)
- Johannes Reuchlin (1455–1522) (Deutscher)
- Sebastian Brant (1457–1521) (Deutscher)
- Petrus Martyr von Anghiera (1457–1526) (Italiener)
- Jacopo Sannazaro (1458–1530) (Italiener)
- Konrad Celtis (1459–1508) (Deutscher)
- Johannes Stabius (1460–1522) (Österreicher)
- Ulrich Zasius (1461–1535) (Deutscher)
- Giovanni Pico della Mirandola (1463–1494) (Italiener)
- Desiderius Erasmus (ca. 1466–1536) (Niederländer)
- Guillaume Budé (1468–1540) (Franzose)
- Niccolò Machiavelli (1469–1527) (Italiener)
- Aegidius de Viterbo (1469–1532) (Italiener)
- Pietro Bembo (1470–1547) (Italiener)
- Jakob Locher (1471–1528) (Deutscher)
- Heinrich Bebel (1472–1518) (Deutscher)
- Filippo Beroaldo der Jüngere (1472–1518), (Italiener)
- Nikolaus Kopernikus (1473–1543) (Pole)
- Ludovico Ariosto (1474–1533) (Italiener)
- Thomas More (1478–1535) (Engländer)
- Baldassare Castiglione (1478–1529) (Italiener)
- Charles de Bouelles (1479–1567) (Franzose)
- Giglio Gregorio Giraldi (1479–1552) (Italiener)
- Georg Tannstetter (1482–1535) (Deutscher)
- Raffael (1483–1520) (Italiener)
- Andrea Navagero (1483–1529) (Italiener)
- Paolo Giovio (1483–1552) (Italiener)
- Julius Caesar Scaliger (1484–1558) (Italiener)
- Beatus Rhenanus (1485–1547) (Deutscher)
- Pieter Gillis (1486–1533) (Flame)
- Sigismund von Herberstein (1486–1566) (Österreicher/Slowene)
- Macropedius (1487–1558) (Niederländer)
- Pietro Alcionio (ca. 1487–1527) (Italiener)
- Mariangelo Accursio (1489–1546) (Italiener)
- Gilbert Ducher (ca. 1490?-nach 1538) (Franzose)
- Juan Boscán Almogávar (ca. 1490?–1542) (Spanier)
- Rudolf Agricola (1490–1521) (Deutscher)
- Pietro Aretino (1492–1556) (Italiener)
- Juan Luis Vives (1492–1540) (Spanier)
- François Rabelais (ca. 1494–1553) (Franzose)
- Philipp Melanchthon (1497–1560) (Deutscher)
- Vincenzo Maggi (1498–1564) (Italiener)
- Pier Paolo Vergerio (1498–1565) (Italiener)
- Andre de Resende (1498–1573) (Portugiese)
- Pietro Vettori (1499–1585) (Italiener)
- Janus Cornarius (1500–1558) (Deutscher)
- Antonio Sebastiano Minturno (1500–1574) (Italiener)

## Geboren nach 1500
- Giovanni Della Casa (1503–1556) (Italiener)
- Lodovico Castelvetro (ca. 1505–1571) (Italiener)
- Matthaeus Devarius (ca. 1505–1581) (Grieche)
- George Buchanan (1506–1582) (Schotte)
- Alessandro Piccolomini (1508–1578) (Italiener)
- Arnoldus Arlenius (ca. 1510–1582) (Niederländer)
- Simon Lemnius (1511–1550) (Schweizer, Rätoromane)
- Francesco Robortello (1516–1567) (Italiener)
- Johannes Goropius Becanus (1519–1572) (Niederländer)
- Natale Conti (1520–1582) (Italiener)
- Absalon Pederssøn Beyer (1528–1575) (Norweger)
- Fulvio Orsini (1529–1600) (Italiener)
- Étienne de La Boétie (1530–1563) (Franzose)
- Vincenzo Cartari (1531?–1569) (Italiener)
- Michel de Montaigne (1533–1592) (Franzose)
- Paul Melissus (1539–1602) (Deutscher)
- Joseph Justus Scaliger (1540–1609) (Franzose)
- Peder Claussøn Friis (1545–1614) (Norweger)
- Nicodemus Frischlin (1547–1590) (Deutscher)
- Justus Lipsius (1547–1606) (Flame)

## Geboren nach 1550
- Ignazio Cardini (1566–1602) (Korse/Italiener)
- Daniel Heinsius (1580–1655) (Niederländer)
- Hugo Grotius (1583–1645) (Niederländer)

## Geboren nach 1600
- Jacob Balde (1604–1668) (Deutscher)
- Tanaquil Faber (1615–1672) (Franzose)

## Geboren nach 1650
- Herman Boerhaave (1668–1738) (Niederländer)